# ویلنوو، واله دائوستا
ویلنوو (به انگلیسی: Villeneuve) یک شهر و کومونه در واله دائوستا است.